# Planet Internet België
Planet Internet was een Belgische internetprovider. In 1999 werd concurrent Ping overgenomen, en in 2003 werden ze zelf op hun beurt door Scarlet overgenomen.
Ze waren onafhankelijk van de Nederlandse internetprovider met dezelfde naam, Planet Internet.